# Кравченко, Семён Евдокимович
Семён Евдокимович Кравченко — советский хозяйственный, государственный и политический деятель, Герой Социалистического Труда.

## Биография

### Ранние годы
Родился 20 апреля 1914 года в селе Богословка Киевской губернии, ныне  Киевской области Украины. Украинец.
В раннем детстве, оставшись сиротой, скитался как сотни беспризорников в 1920-х годах. Харьковские чекисты подобрали его на вокзале и отправили в колонию имени Горького, которой руководил А. С. Макаренко. Вместе с другими колонистами его послали учиться в Богодуховский сельскохозяйственный техникум, по окончания которого в 1935 году, направили на работу в Успенский район агрономом Кубанского мясомолочного совхоза.  

### В Великую Отечественную войну
С июля 1941 года работал старшим агрономом, затем директором совхоза «Звезда» Ленинградского района Краснодарского края до августа 1942 года.
Участник Великой Отечественной войны, партизан в оккупированном Краснодарском крае воевал в партизанском отряде «Северный», десантировался на парашюте в родные места и вместе с Ермаковым организовали партизанскую работу.  После освобождения Кубани в феврале 1943 года помогал советским органам в Ленинградском районе. В сентябре 1943 года он был призван в Красную Армию. Воевал командиром взвода, парторгом пластунского батальона 193-го пластунского полка 9-й Пластунской Краснодарской дивизии. В бою 22 августа 1944 года был тяжело ранен. Помкомвзвода 8-й стрелковой роты 547 сп 127-я стрелковая Чистяковская Краснознамённая ордена Кутузова дивизия 120 ск 1-й Украинский фронт .

### После войны
Главный агроном совхоза «Искра», директор совхоза «Уманский» в Ленинградском районе, директор свиноводческого совхоза «Вознесенский», директор семеноводческого совхоза «Лабинский» Лабинского района Краснодарского края.
С приходом Семёна Евдокимовича в совхозе стало быстро развиваться животноводство. Годовые планы государственных поставок мяса  выполнялись в основном за счёт свиноводства. Среднегодовое поголовье свиней насчитывало около 25 тысяч голов, их откорм производился под открытым небом на площадках огороженных «электропастухом», которое было малозатратным и экономически выгодным. На свиноферме был построен современный по тем временам кормоцех, для приготовления  питательных кормов. Корма измельчались, запаривались и смешивались, директор организовал бесперебойную поставку кормовой рыбы и рыбопродуктов для использования их в корм поголовью. В хозяйстве  разводили крупный рогатый скот, более 6,5 тысяч голов размещалось на четырёх молочно-товарных фермах. Молоко сдавали только высшего и первого сорта, для этого построили минимолочный завод, на котором производилась нормализация молока и его охлаждение. На 3-м отделении совхоза в посёлке Мирном работала птицеводческая ферма. 
Период руководства совхозом С. Е. Кравченко были годы наивысшего экономического подъема многопрофильного и высокорентабельного хозяйства. Совхоз полностью обеспечивал всеми продуктами детские сады и школы. На всех полевых станах кормили рабочих.
Директор огромное внимание уделял социальному и культурному быту в посёлках совхоза, на всех отделениях работали столовые. В совхоз, кроме центральной усадьбы которая являлась пригородом города Лабинска, входили четыре населенных пункта – посёлки Луч, Мирный, Новолабинский и хутор Соколихин, в каждом совхоз построил детские сады, бани, клубы. За время работы Семёна Евдокимовича были построены 3 школы, сегодня они называются МОБУ СОШ №5 г. Лабинск, МОБУ ООШ № 24 хутора Соколихина Лабинского района. В поселке Мирный, в настоящее время школа закрыта, дети переведены в МОБУ СОШ №5 г. Лабинск.
Указом Президиума Верховного Совета СССР от 23 июня 1966 года за успехи, достигнутые в увеличении производства и заготовок пшеницы, ржи, гречихи, риса, других зерновых и кормовых культур и высокопроизводительном использовании техники, Кравченко Семёну Евдокимовичу присвоено звание Героя Социалистического Труда с вручением ордена Ленина и золотой медали «Серп и Молот».
В 1983 году вышел на заслуженный отдых. 
Заслуженный агроном РСФСР (28.08.1974).
Умер в Лабинске в 1991 году.